# Tyran Richard
Tyran Richard, (pronunciado «Ree-shard», nace el 1 de octubre de 1982, en Zachary, Luisiana) es una modelo estadounidense. Posa para la revista Playboy donde fue elegida como Playmate del mes de marzo de 2007. Antes de aparecer como Playmate, ella ha sido modelo de lencería para la compañía «Shirley of Hollywood» por cinco años.

## Apariciones
Ella ha tenido varias apariciones en calendarios y revistas.
Calendarios: Shirley of Hollywood Lingerie, Car Sound & Performance, Beach Babes, Hot Buns, Hawaiian Tropic Girls of South Beach, Molson Calendar, Chica Rica Bikini Company.
Y en revistas: Playboy, Maxim, Lovers Lane, Hot Spot Plus, Mobile Entertainment, Sport Truck, Car Sound & Performance, Low Rider Euro y en Super Street.